# Anillo fibroso del disco intervertebral
El anillo fibroso es parte del denominado disco intervertebral que se encuentra entre las vértebras cervicales. Contiene un importante elemento, el núcleo pulposo.El anillo fibroso es más grueso en la porción anterior del disco, por lo que la pared posterior es más frágil. Ese es el motivo por el que la mayoría de las veces en las que el anillo se rompe, causando una hernia discal, lo hace por detrás. Si el anillo fibroso se fisura, el núcleo pulposo se desplazará en exceso y comprimirá los ligamentos próximos y las terminaciones cercanas, lo que provoca dolor.
Es duro y elástico, La fibra se agrupa en laminillas, en las cuales, la dirección se encuentra determinada por la tracción a la cual es sometida, así, será vertical para la extensión y flexión, concéntrica para la rotación y oblicua para los movimientos complejos. Con el tiempo este anillo pierde su elasticidad.